# Eupithecia subseparata
Eupithecia subseparata là một loài bướm đêm trong họ Geometridae.